# Tuscarawas megye
Tuscarawas megye az Amerikai Egyesült Államokban, azon belül Ohio államban található. Megyeszékhelye és legnagyobb városa New Philadelphia. Lakosainak száma 93 263 fő (2020. április 1.). Tuscarawas megye Stark, Carroll, Guernsey, Harrison, Holmes és Coshocton megyékkel határos.

## Népesség
A megye népességének változása:
| Lakosok száma | 92 545 | 92 450 | 92 391 | 92 672 | 92 916 | 93 263 |
|               | 2010   | 2011   | 2012   | 2013   | 2015   | 2020   |